# Kazimierz Pużak

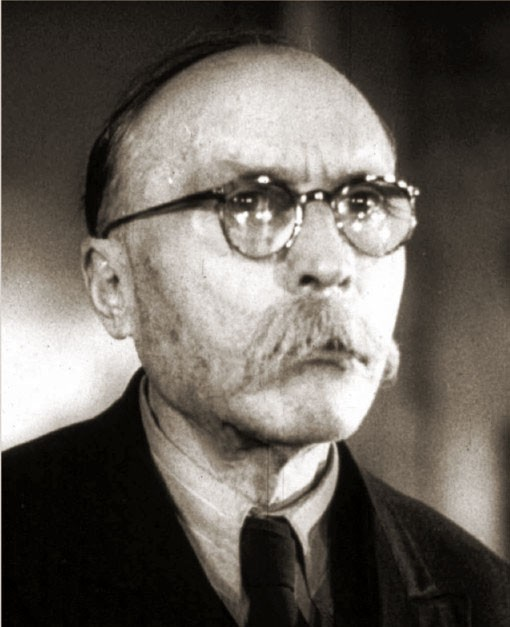
Kazimierz Pużak, proces szesnastu (1945)

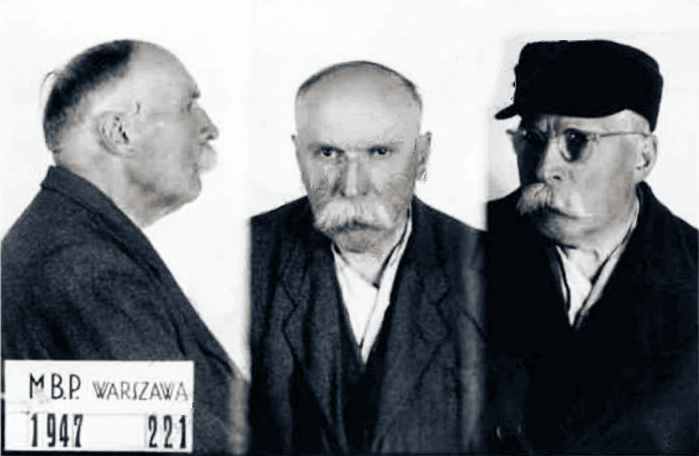
Kazimierz Pużak po aresztowaniu przez MBP 1947

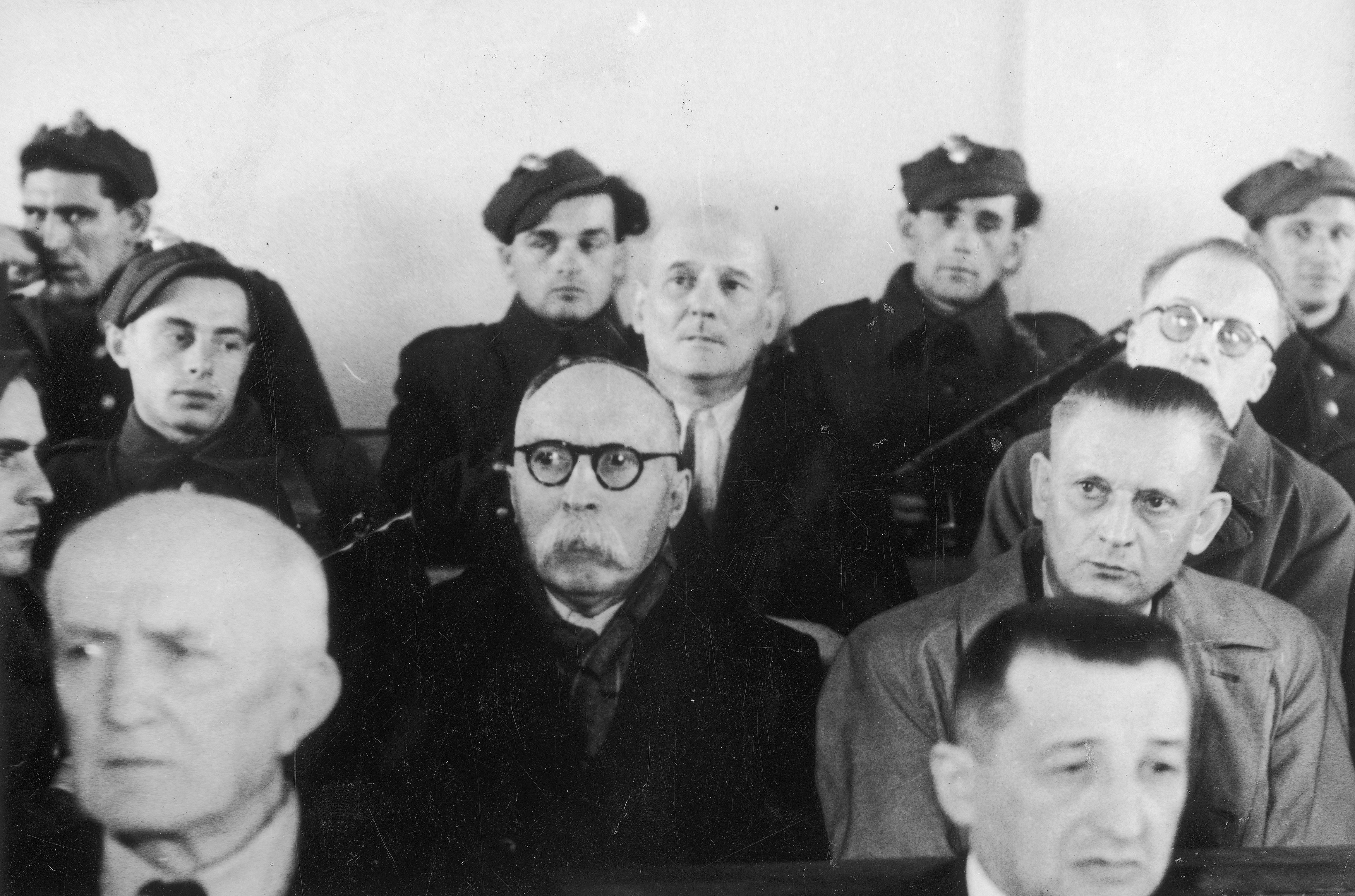
Kazimierz Pużak (w okularach) na ławie oskarżonych w pokazowym procesie PPS-WRN (1948)

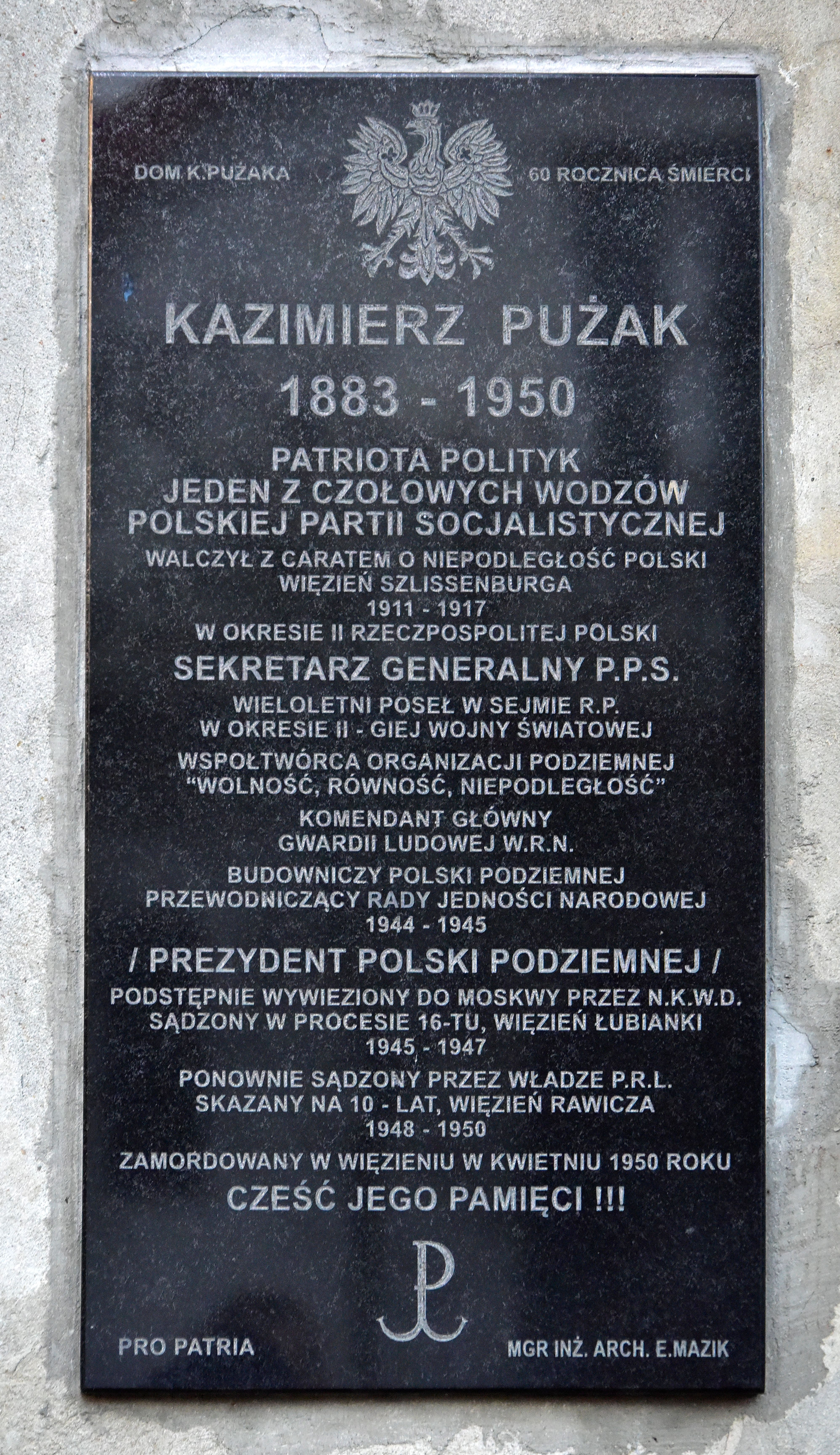
Tablica pamiątkowa na domu przy ul. Byczyńskiej 1 w Warszawie, w którym mieszkał

Kazimierz Pużak, ps. Bazyli, Seret (ur. 26 sierpnia 1883 w Tarnopolu, zm. 30 kwietnia 1950 w Rawiczu) – polski działacz socjalistyczny, poseł na Sejm Ustawodawczy oraz I, II i III kadencji w II RP. W czasie II wojny światowej organizator i sekretarz generalny PPS-WRN, komendant główny Gwardii Ludowej WRN, członek Głównej Rady Politycznej, przewodniczący podziemnego parlamentu Rady Jedności Narodowej. Aresztowany 27 marca 1945 przez NKWD i sądzony w czerwcu 1945 w pokazowym procesie szesnastu. Aresztowany ponownie przez UB w 1947 i skazany w procesie pokazowym działaczy PPS-WRN w listopadzie 1948 na dziesięć lat więzienia. Zmarł w więzieniu w Rawiczu. Pośmiertnie odznaczony Orderem Orła Białego.

## Życiorys
Urodził się w rodzinie robotniczej. Syn Wojciecha, murarza i Marceli z domu Hrycyn, z pochodzenia Ukraińców. Uczęszczał do C.K. Wyższego Gimnazjum w Tarnopolu, gdzie w 1905 zdał egzamin dojrzałości. W gimnazjum 1899 założył tajną, radykalną organizację patriotyczną, przyłączoną w 1901 do „Promienistych”. W 1904 we Lwowie wstąpił do PPS, zajmował się m.in. przemytem „bibuły” do zaboru rosyjskiego. W 1905 zdał egzamin maturalny. Rozpoczął studia na Wydziale Prawa i Umiejętności Politycznych Uniwersytetu Lwowskiego, lecz porzucił je dla pracy politycznej. W czasie wojny 1905 współzakładał rewolucyjno-wojskową organizację „Mierosławczycy”, przyłączoną następnie do „Nieprzejednanych”. Rok potem w 1906 był współtwórcą, obok Józefa Piłsudskiego, PPS – Frakcji Rewolucyjnej. Był kierownikiem Wydziału Organizacyjnego w Łodzi, na zjeździe partii w Wiedniu w marcu 1907 prawdopodobnie był delegatem z Warszawy. Na II zjeździe PPS-Frakcji Rewolucyjnej w sierpniu 1909 w Wiedniu wybrany członkiem Wydziału Agitacyjno-Organizacyjnego, działając pod pseudonimami „Popielec” i „Siciński”.
Wraz z Henrykiem Minkiewiczem wykonał w 1909 w Rzymie egzekucję na policyjnym prowokatorze Edmundzie Tarantowiczu. 3 kwietnia 1911 aresztowany w Łodzi. 8 maja 1913 skazany przez Warszawską Izbę Sądową w Piotrkowie Trybunalskim na osiem lat katorgi i zesłanie na Syberię. Karę więzienia odbywał w Warszawie, Piotrogrodzie oraz od 1915 w twierdzy w Szlisselburgu. W więzieniach spędził w sumie 6 lat. Po wyjściu na wolność w wyniku amnestii po obaleniu caratu brał udział w rewolucji w Rosji (1917). Wchodził w skład Tymczasowego Centralnego Komitetu Wykonawczego PPS w Rosji. Był redaktorem pisma „Głos Robotnika i Żołnierza”, członkiem Rady Polskich Organizacji Rewolucyjno-Demokratycznych przy Komisariacie do Spraw Polskich, członkiem zarządu Komisji Likwidacyjnej do Spraw Królestwa Polskiego. Według niektórych źródeł jego interwencja przyczyniła się do uwolnienia Bolesława Wieniawy-Długoszowskiego z więzienia Czeka (według innych źródeł spowodował to Leon Berenson).
W 1918 powrócił do ojczyzny i polskiego życia politycznego. W rządzie Moraczewskiego został sekretarzem stanu w Ministerstwie Poczt i Telegrafów. Od 1919 był członkiem Rady Naczelnej PPS.
Domagał się zakończenia wojny z RFSRR, jednak podczas agresji Armii Czerwonej na Polskę latem 1920 poparł udział PPS w Rządzie Obrony Narodowej pod prezesurą Wincentego Witosa. Objął funkcję wiceprzewodniczącego Wydziału Wojskowego partii, a następnie wiceprzewodniczącego Robotniczego Komitetu Obrony Warszawy. W 1921 wspólnie z Tomaszem Arciszewskim organizował pomoc dla III powstania śląskiego, werbując bojowców z Pogotowia Bojowego PPS.
Od 1921 do września 1939 był sekretarzem generalnym Centralnego Komitetu Wykonawczego PPS. W latach 1919–1935 posłem na Sejm RP z Zagłębia Dąbrowskiego i okręgu częstochowskiego. W wyborach parlamentarnych w 1919 został wybrany w okręgu wyborczym nr 29 (Sosnowiec). Pełnił funkcję sekretarza Sejmu Ustawodawczego. Pracował wówczas w pięciu komisjach: administracji, demobilizacyjnej, likwidacyjnej, prawniczej, regulaminowej i nietykalności poselskiej, oraz w dwóch specjalnych komisjach: był sekretarzem komisji do badania więzień i obozów koncentracyjnych, oraz członkiem komisji dla reorganizacji urzędów państwowych. W wyborach parlamentarnych w 1922 uzyskał mandat z listy nr 2 (PPS) w okręgu wyborczym nr 17 (Częstochowa). W Sejmie I kadencji był członkiem komisji prawniczej. W wyborach parlamentarnych w 1928 został ponownie wybrany z listy nr 2 (PPS) w okręgu wyborczym nr 17 (Częstochowa). W Sejmie II kadencji był członkiem dwóch komisji: prawniczej oraz regulaminowej i nietykalności poselskiej. 31 stycznia 1930 został wybrany wicemarszałkiem Sejmu, jednak po wyborze nie przyjął funkcji. 6 września 1930 został członkiem Państwowej Komisji Wyborczej z ramienia PPS przed wyborami parlamentarnymi w 1930. W wyborach parlamentarnych w 1930 zdobył mandat z listy nr 7 (Centrolew) w okręgu wyborczym nr 17 (Częstochowa). Od 1934 kierował formacją milicyjną PPS „Akcją Socjalistyczną”. W lutym 1939 wszedł do Naczelnego Komitetu Pożyczki Obrony Przeciwlotniczej.
W październiku 1939 współuczestniczył w powołaniu konspiracyjnego PPS-WRN – kontynuacji PPS w warunkach okupacji. W konspiracji działał pod pseudonimami: Bazyli, Grzegorz, Seret, Kazimierz Bazylewski, Kazimierz Buczak. W latach 1940–1941 i 1943–1944 był reprezentantem PPS-WRN w Politycznym Komitecie Porozumiewawczym (w 1941 opuścił Komitet w proteście przeciwko układowi Sikorski-Majski, jego miejsce zajął Adam Próchnik – przedstawiciel Polskich Socjalistów z kraju). Dowodził Organizacją Wojskową Pogotowia Powstańczego Socjalistów OW PPS. Od stycznia 1944 był przewodniczącym Rady Jedności Narodowej – substytutu parlamentu Polskiego Państwa Podziemnego. W czerwcu 1944 odmówił przyjęcia godności następcy Prezydenta RP, proponując na swoje miejsce Tomasza Arciszewskiego. Uczestniczył w powstaniu warszawskim. Opuścił Warszawę wraz z ludnością cywilną.
Po upadku powstania ukrywał się m.in. w Piotrkowie Trybunalskim. 27 marca 1945 został aresztowany w Pruszkowie wraz z innymi przywódcami Polskiego Państwa Podziemnego przez NKWD po przybyciu na rozmowy z rzekomym przedstawicielem władz ZSRR w sprawie realizacji postanowień konferencji jałtańskiej o utworzeniu rządu tymczasowego dla Polski. Po wywiezieniu do Moskwy i osadzeniu w więzieniu NKWD na Łubiance, skazany w pokazowym procesie szesnastu przeprowadzonym w czerwcu 1945 na 1,5 roku więzienia.
Amnestionowany po czterech miesiącach powrócił do kraju, nie zgodził się na wymuszaną przez UB emigrację. Ponownie aresztowany w 1947. Proces przywódców PPS-WRN rozpoczął się 5 listopada 1948 przed Wojskowym Sądem Rejonowym w Warszawie (innymi oskarżonymi byli Józef Dzięgielewski, Ludwik Cohn, Tadeusz Szturm de Sztrem, Feliks Misiorowski, Wiktor Krawczyk; przewodniczącym składu sędziowskiego był ppłk Władysław Stasica, sędzią wojskowym kpt. Roman Różański i ławnikiem mjr Napoleon Czesnak, oskarżycielami zostali prokuratorzy wojskowi płk Stanisław Zarakowski i płk Oskar Karliner, zaś funkcję obrońcy K. Pużaka pełnił mec. Marian Niedzielski). Wbrew powszechnemu przekonaniu, Kazimierz Pużak nie powiedział do sędziów WSR Jestem rzymskim katolikiem narodowości polskiej. Więcej nic nie mam panom do powiedzenia. Jest to fikcja literacka Marii Dąbrowskiej. Został skazany na 10 lat więzienia.
Zmarł w więzieniu w Rawiczu 30 kwietnia 1950 w wyniku pęknięcia aorty po zepchnięciu go ze schodów, co mogło być zemstą za groźby spuszczenia ze schodów jakie skierował Pużak w okresie międzywojennym do przedstawiciela KC KPP, kiedy ten przyszedł do CKW PPS po odpowiedź na list. Umierał kilka dni, nie otrzymawszy opieki medycznej. Został pochowany potajemnie na cmentarzu Powązkowskim (kwatera 188-3-31).
Przed powtórnym aresztowaniem w 1947 Pużak napisał pamiętnik z okresu wojny. Pomimo starań UB nie odnalazł tekstu. Został on ukryty w domu, przy al. 3 Maja 2 w Warszawie. W 1974 żona Jadwiga (zm. 11 listopada 1975) zdecydowała się przekazać pamiętniki na Zachód. Pamiętniki przepisała i przekazała do Instytutu Literackiego w Paryżu Adela Purtalowa, wdowa po Antonim Purtalu. Został on wydany przez Instytut, w ramach serii Zeszytów Historycznych nr 41, w roku 1977. Pamiętniki przedrukowano w „drugim obiegu”, w: 1981 (Warszawa Wydawnictwo „Krąg”) i w 1987 (Wydawnictwo CIS Lublin). Oficjalnie wyszło jedynie jedno wydanie – z zaznaczonymi ingerencjami cenzury – w 1989 wydane w Gdańsku przez Towarzystwo Wydawnicze „Graf”.

## Odznaczenia
- Order Orła Białego – pośmiertnie 11 listopada 1996[12] przez Prezydent RP Aleksandra Kwaśniewskiego. Córka, Maria Pużak odmówiła jednak odebrania orderu[13], który został przekazany najbliższej rodzinie 7 lipca 2009 przez Jana Olszewskiego, doradcę ówczesnego prezydenta RP[14]
- Krzyż Srebrny Orderu Virtuti Militari – odznaczony w czasie II wojny światowej za kierowanie Gwardią Ludową WRN
- Krzyżem Niepodległości Polski Podziemnej z Mieczami – pośmiertnie 12 sierpnia 1954 przez Prezydenta RP na Uchodźstwie Augusta Zaleskiego[15]
- Krzyżem Niepodległości – 1937
- Krzyż Armii Krajowej – pośmiertnie 1967 (legitymacja nr 1)
- Warszawski Krzyż Powstańczy – pośmiertnie[16]

## Upamiętnienie
Do 1990 Kazimierz Pużak pojawiał się wyłącznie jako patron różnych działań opozycyjnych. Wydawnictwo Społeczne KOS wydawało publikacje w ramach „Biblioteki im. K.Pużaka”. W czerwcu 1988 powstała „Fundacja im. Kazimierza Pużaka” (Jan Józef Lipski, Konstanty Gebert, Jerzy Holzer).
Tablica pamiątkowa na domu przy ul. Byczyńskiej 1 na terenie Kolonii Praussa w Warszawie, w którym mieszkał.
Uchwałą nr 30 Prezydium Sejmu z dnia 30 marca 1995 imieniem Kazimierza Pużaka nazwano Salę Kolumnową, będącą w początku lat dziewięćdziesiątych miejscem posiedzeń Senatu.
Ulice imienia Pużaka znajdują się w miastach: Białystok, Częstochowa, Kraków, Krosno, Mława, Opole, Poznań, Rawicz, Warszawa.